# Julius Buckler

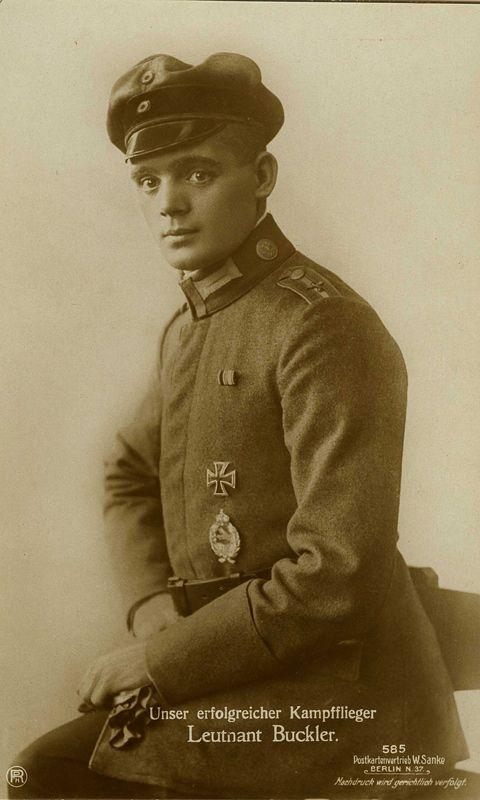
Julius Buckler

Julius Buckler (* 28. März 1893 in Mombach (heute zu Mainz); † 23. Mai 1960 in Bonn) war Angehöriger der Deutschen Fliegertruppe und Jagdflieger im Ersten Weltkrieg. Ihm wurden 36 Abschüsse zugeschrieben, darunter 29 feindliche Flugzeuge und 7 Ballons. Er absolvierte einen Flug unter der Mainzer Kaiserbrücke (Eisenbahnbrücke zwischen der Neustadt und Amöneburg).

## Lebensgeschichte und Erster Weltkrieg
Der Sohn eines Gastwirts erlernte den Beruf des Dachdeckers. Im Alter von 15 Jahren arbeitete er für den Flugzeugingenieur Jacob Goedecker auf dem Großen Sand in Gonsenheim. Er verließ Goedecker 1913, um dem Infanterie-Leib-Regiment „Großherzogin“ (3. Großherzoglich Hessisches) Nr. 117, dem Leibregiment der Großherzogin Alice von Hessen und Mainzer Hausregiment, beizutreten. Nachdem er eine schwere Verwundung an der Westfront erlitten hatte, wechselte er zur Fliegertruppe und flog in der Jagdstaffel 17. Buckler erhielt am 12. November 1917 das Goldene Militär-Verdienst-Kreuz und wurde schließlich zum Leutnant befördert.
Bis Ende 1917 wurde er insgesamt vier Mal verwundet, das letzte Mal am 30. November. Zuerst erlitt er im Kampf Verletzungen an Armen und Brust, dann stürzte Buckler ab und brach sich beide Arme. Nach seiner Gesundung ging er wieder zur Jasta 17, wo er die Flugzeuge „Mops“ und „Lilly“ flog. Er erzielte drei weitere Abschüsse, bevor er am 6. Mai 1918 nochmals schwer verwundet wurde.

## Zweiter Weltkrieg
Im Zweiten Weltkrieg war Julius Buckler von 1942 bis April 1945 Fliegerhorstkommandant in Strausberg.

## Nach dem Zweiten Weltkrieg
Der Deutsche Aero Club (DAeC) veranstaltete im Juni 1956 erstmals seit Kriegsende wieder einen Deutschlandflug. Am 22. Juni gab Bundesverkehrsminister Hans-Christoph Seebohm den Start frei zur ersten Etappe Hangelar–Braunschweig. Neben den bekannten Fliegern Elly Beinhorn, Albert Falderbaum und Johannes Steinhoff nahm auch Julius Buckler daran teil.

## Orden und Ehrenzeichen
- Eisernes Kreuz (1914) II. und I. Klasse
- Pour le Mérite 4. Dezember 1917
- Krieger-Ehrenzeichen in Eisen (Hessen)
- Verdienstkreuz I. Klasse
- Verwundetenabzeichen (1918) in Gold
- Goldenes Militär-Verdienst-Kreuz

Die Orden und Ehrenzeichen werden im Mainzer Garnisonsmuseum aufbewahrt.

## Werke
- Malaula, der Kampfruf meiner Staffel. Malaula Berlin. Steininger, 1939.
- Malaula, der Schlachtruf meiner Staffel. 1942.
- Norman Franks (Hrsg.): Malaula! The Battle Cry of Jasta 17. Übersetzt von Adam M. Wait. Grub Street, 2007, ISBN 1-904943-80-2.